# 도로시 아즈너
도로시 엠마 아즈너(영어: Dorothy Emma Arzner, 1897년 1월 3일 ~ 1979년 10월 1일)는 미국의 영화 감독, 영화 각본가이다.1920년대 초 헐리우드 무성 영화 시기부터 1940년대 초까지 활동하였다. 1927년부터 1943년 은퇴하기까지 헐리우드에서 활동하던 유일한 여성 영화 감독이였다. 또한, 헐리우드 사상 유성 영화를 만든 최초의 여성이자 미국 감독 조합에 가입한 최초의 여성이다.

## 같이 보기
- 여성주의